# Халедабад
Халедаба́д (перс. خالدآباد‎) — город в центральном Иране, в провинции Исфахан. Входит в состав шахрестана Нетенз.

## География
Город находится в центральной части Исфахана, на расстоянии приблизительно 107 километров к северо-северо-востоку (NNE) от Исфахана, административного центра провинции и на расстоянии 216 километров к юго-юго-востоку (SSE) от Тегерана, столицы страны. Абсолютная высота — 1001 метр над уровнем моря.

## Население
По данным переписи, на 2006 год численность населения города составляла 3308 человек.

## Транспорт
Ближайший аэропорт расположен в городе Кашан.